# Ívar Ingimarsson
Ívar Ingimarsson (ur. 20 sierpnia 1977 w Stöðvarfjörður, w Islandii) – islandzki piłkarz grający na pozycji obrońcy. Piłkarz klubu Ipswich Town, obecnie grającego w League Championship, były reprezentant kraju.